# 異宗婚とキリスト教
異宗婚とキリスト教（いしゅうこんとキリストきょう）について記述する。キリスト教のいくつかの教派では、これを禁じている。

## ローマ・カトリック
ローマ教皇を中心とするカトリック教会では、洗礼を受けていない者との結婚を異宗婚姻、洗礼をうけた非カトリックのクリスチャン（東方教会、プロテスタント）との結婚を混宗婚姻（mixed marriages）と呼び、それぞれ障害、違法ではあるが、教会の権威により結婚として有効にすることができる。異宗婚が有効になるには障害の免除が必要であり、混宗婚が合法になるには教会権威者の許可が必要である。教会は「結婚についての統治権」を有し、カトリック神父は混宗婚姻への許可を与える権威がある。教会法1124「混宗婚姻の禁止」、教会法1125-1126「婚姻許可の資格」、教会法1127「混宗婚姻の婚礼形式」である。第二バチカン公会議で混宗婚姻の資格は緩和されたが、混宗婚姻におけるカトリック信者本人の信仰と生まれた子どもの信仰継承における懸念があるため、誓約の必要性はかわっていない。
歴史的には、洗礼をうけた非カトリックの配偶者も子どもをカトリックにすると約束する必要があった。1966年と1977年に改訂があり、今日ではカトリック信徒のみが、子どもをカトリックにする誓約をしなければならない。「混宗婚のときの約束」の必要は、1970年パウロ6世の教皇書簡「マトリモニア・ミクスタ」でも確認されている。カトリック信者と非カトリックの結婚は教会法上の障害であり、免除のための特別な書類「婚姻障害免除書」と、生まれてくる子どもをカトリックにし、カトリック信仰を守る「約束書」の提出が必要となる。
混宗婚の場合、結婚式のミサをあげるには司教の許可が必要である。
ローマ・カトリックは、イスラムやユダヤ人との結婚を禁じることがあった。カトリックの洗礼を受けていない人間との結婚は婚姻の秘跡ではない。

## プロテスタント
ウェストミンスター信仰告白は、ノンクリスチャン、ローマ・カトリック、偶像崇拝者、異端者と結婚してはならないとしている。その聖句としてあげられているのは、創世記34:14、出エジプト34:16、申命記7:3-4、第一列王記11:4、ネヘミヤ13:25-27、マラキ2:11-12、第二コリント6:14である。
リベラルあるいは進歩的といわれる立場では第一コリント7:14「信者でない夫は、信者である妻のゆえに聖なる者とされ、信者でない妻は、信者である夫のゆえに聖なる者とされているからです。」から、自由に結婚してもいいと主張することがあるが、この聖書箇所は結婚ではなく、既婚者にわかれてはならないと命じている箇所である。
亀有教会の鈴木靖尋牧師は、第二コリント6:14「不信者と、つり合わぬくびきをいっしょにつけてはいけません。」の聖書箇所から、10の教会があれば3割が未信者とクリスチャンとの結婚に否定的で、7割が結婚問題には立ち入らないと予測している。鈴木牧師はクリスチャンが未信者と結婚して教会に来なくなった事例を多く目撃したこともあり、未信者との結婚はしないほうが幸いであるとしている。

## 参考
- “Avoid marrying Muslims advises Portuguese cardinal”. (2009年1月15日)